# Glenanthe salina
Glenanthe salina är en tvåvingeart som beskrevs av Wayne N. Mathis 1995. Glenanthe salina ingår i släktet Glenanthe och familjen vattenflugor.
Artens utbredningsområde är Missouri. Inga underarter finns listade i Catalogue of Life.